# Sicarius
Sicarius (sica = tőr), orgyilkos és útonálló, a római császárkorban általában gyilkos. A törvény halált mért az ilyenre. A vétség elbírálása a néptörvényszéket illette, amely a közvádlók és ügyészek feladatát betöltő külön bizottságra (quaestores parricidii) bízhatta. A lex Cornelia de sicariis et veneficiis (ie. 81.) által Sulla külön állandó bíróságot quaestio perpetua állított föl az orgyilkosság, a méregkeverés és más veszélyes bűncselekmények nyomozására és a római szabad polgárokra a tűztől és víztől, az állami közösségnek e szimbólumától való eltiltás (aqutae et ignis interdictio), rabszolgákra és Rómának valamely idegen állam kötelékébe tartozó szabad lakosára (peregrinus) pedig halált szabott ki. A császárkorban deportálás, illetve közönséges gonosztevőkre keresztrefeszítés, közmunka (opus publicum) vagy vadállatok közé vetés (ad bestias) volt általában a gyilkosság büntetése.
Egyes vallástörténészek (például Vermes Géza) szerint a Jézust eláruló Júdás Galileából származott, és az iskarióti jelző a sicarius torzított változata.